# Костринська сільська рада
| Костринська сільська рада — колишній орган місцевого самоврядування у Великоберезнянському районі Закарпатської області з адміністративним центром у с. Кострина. Сільській раді були підпорядковані населені пункти: - с. Кострина - с. Костринська Розтока |

## Склад ради
Рада складалася з 18 депутатів та голови.

## Керівний склад сільської ради
| ПІБ                   | Основні відомості                                                         | Дата обрання | Дата звільнення |
| --------------------- | ------------------------------------------------------------------------- | ------------ | --------------- |
| Сегеда Іван Станкович | Сільський голова, 1960 року народження, освіта, безпартійний              | 26.03.2006   | 31.10.2010      |
| Сегеда Іван Станкович | Сільський голова, 1960 року народження, освіта вища, член Партії регіонів | 31.10.2010   |                 |

Примітка: таблиця складена за даними джерела

## Населення
Згідно з переписом УРСР 1989 року чисельність наявного населення сільської ради становила 1805 осіб, з яких 862 чоловіки та 943 жінки.
За переписом населення України 2001 року в сільській раді мешкало 1578 осіб.

### Мова
Розподіл населення за рідною мовою за даними перепису 2001 року:
| Мова       | Відсоток |
| ---------- | -------- |
| українська | 99,26 %  |
| російська  | 0,62 %   |
| білоруська | 0,06 %   |